# فيل إيستوود
فيل إيستوود (بالإنجليزية: Phil Eastwood)‏ (6 أبريل 1978 ببلاكبرن في المملكة المتحدة - ) هو لاعب كرة قدم بريطاني في مركز الهجوم. لعب مع نادي بيرنلي ونادي ساوثبورت ونادي هايد إف سي ونادي كيترينغ تاون وأشتون يونايتد وBamber Bridge F.C. ‏ وليك تاون ‏ ونادي ستاليبريدج سيلتيك ونادي تلفورد يونايتد ونادي موركامب وRossendale United F.C. ‏.

## وصلات خارجية
- فيل إيستوود على موقع قاعدة بيانات كرة القدم.إي يو (الإنجليزية)
- فيل إيستوود على موقع Soccerbase.com (لاعب) (الإنجليزية)